# فرودگاه اواک‌ریج استیت
فرودگاه اواک‌ریج استیت (به انگلیسی: Oakridge State Airport) یک فرودگاه همگانی است که یک باند فرود آسفالت دارد و طول باند آن ۱۱۰۰ متر است. این فرودگاه در شهر اکریدگ، اورگن کشور ایالات متحده آمریکا قرار دارد و در ارتفاع ۴۲۵ متری از سطح دریا واقع شده‌است.